# Badminton-Bundesliga 1993/94
Die Badminton-Bundesligasaison 1993/94 bestand aus einer Vorrunde im Modus "Jeder gegen jeden" mit Hin- und Rückspiel und einer Play-off-Runde. In der Play-off-Runde traten der 1. und der 4. sowie der 2. und der 3. gegeneinander an. Die Sieger der beiden Partien ermittelten den deutschen Meister. Meister wurde der SC Bayer 05 Uerdingen, der den FC Langenfeld in den Finalspielen bezwang.

## Vorrunde
| Platz | Verein                | Punkte |
| ----- | --------------------- | ------ |
| 1.    | FC Langenfeld         | 22:06  |
| 2.    | SC Bayer 05 Uerdingen | 18:10  |
| 3.    | OSC Düsseldorf        | 18:10  |
| 4.    | TuS Wiebelskirchen    | 18:10  |
| 5.    | SV Fortuna Regensburg | 15:13  |
| 6.    | SSV Heiligenwald      | 11:17  |
| 7.    | TV Mainz-Zahlbach     | 07:21  |
| 8.    | VfL 93 Hamburg        | 03:25  |

## Play-off-Runde

### Halbfinale
FC Langenfeld – TuS Wiebelskirchen 5:3, 5:3

SC Bayer 05 Uerdingen – OSC Düsseldorf 6:2, 7:1

### Finale
FC Langenfeld – SC Bayer 05 Uerdingen 3:5, 4:4

## Endstand
| Platz | Verein |
| ----- | --- |
| 1.    | SC Bayer 05 Uerdingen (Volker Eiber, Kai Mitteldorf, Detlef Poste, Volker Renzelmann, Anders Nielsen, Christine Skropke, Petra Dieris-Wierichs, Eline Coene) |
| 2.    | FC Langenfeld (Robert Neumann, Mike Joppien, Michael Keck, Oliver Pongratz, Wang Xu Yang, Heidi Dössing, Karen Stechmann)                                    |
| 3.    | OSC Düsseldorf (Franz-Josef Müller, Li Ang, Stephan Kuhl, Guido Fox, Holger Behrens, Frank Heuwing, Nicole Baldewein, Kerstin Ubben)                         |
| 3.    | TuS Wiebelskirchen (Stefan Maus, Uwe Ossenbrink, Chen Jin, Hargiono, Thomas Wurm, Katrin Schmidt, Heike Erler, Annette Geisler)                              |
| 5.    | SV Fortuna Regensburg |
| 6.    | SSV Heiligenwald |
| 7.    | TV Mainz-Zahlbach |
| 8.    | VfL 93 Hamburg (N) |